# فایردال (داکوتای شمالی)
فایردال(به انگلیسی: Fairdale) شهری در ایالت داکوتای شمالی کشور ایالات متحده آمریکا است که جمعیت آن در سرشماری سال ۲۰۱۰ میلادی، ۳۸ نفر بوده‌است.